# Serup (Silkeborg Kommune)
 For alternative betydninger, se Serup. (Se også artikler, som begynder med Serup)
Serup er en landsby lidt syd for Hinge Sø mellem Kjellerup og Silkeborg i Midtjylland med 200 indbyggere i byområdet (2020). Byen hører til Silkeborg Kommune og er beliggende i Region Midtjylland.
I landsbyen findes Serup Kirke.